# Donoessus
Donoessus is een geslacht van spinnen uit de familie springspinnen (Salticidae).

## Soorten
De volgende soorten zijn bij het geslacht ingedeeld:
- Donoessus nigriceps (Simon, 1899)
- Donoessus striatus Simon, 1902